# Queen of the Murder Scene
Az Queen of the Murder Scene a The Warning második stúdióalbuma. Az album 2018. november 25-én jelent meg, kiadója a Nada Mas Records. A lemez producerei Sacha Triujeque, Jake Carmona valamint a zenekar. Az album kizárólag angol nyelvű számokat tartalmaz. A lemez első kislemeze a Dust to Dust, ami 2018. október 5-én jelent meg. A lemez további részei négy fejezetre bontva, három-három számmal jelentek meg, október 22-én, november 5-én és 18-án, mielőtt a teljes anyag megjelent.

## Történet
2018. március 27-én, egy évvel a debütáló XXI Century Blood album megjelenése után a zenekar nyilvánosságra hozta, hogy a Los Angeles-i, Sphere Studios stúdióban kezdték meg a második lemez anyagának felvételét. Ennek ellenére, a lemezhez tartozó booklet szerint a lemez teljes anyagát a Cuernavaca-i SOGA Recordings stúdióban rögzítették és keverték, kivéve a Crimson Queen c. számot, melyet a "The Warning Cave"-ben. A bookletben külön megköszönték a rajongók Kickstarter és Patreon platformokon nyújtott támogatását is.
Ez egy konceptalbum, ami a hallgatót utazásra viszi egy fiatal nő elméjébe, aki a viszonzatlan szerelemből a kétségbeesésbe, a megszállottságba, a skizofréniába, az erőszakba, a gyilkosságba és végül a saját elkerülhetetlen halálába sodródik. A főszereplőnek (a címben szereplő Queen-nek) két személyisége van: a "jó oldal" (Paulina énekhangja) és a "gonosz oldal" (Daniela énekhangja), és ezek a személyiségek az egész album során harcolnak az irányításért. Erre a kettős személyiségre utal az albumborítón látható kép is: a fiatal nő árnyéka valamiféle szörnyeteg, egy szőrös lény, éles karmokkal. A dalszövegek az album betétfüzetében szépen megírva, tisztán és precízen indulnak, majd egyre zavarosabbá válnak, ahogy a főhős elméje is egyre zavartabb lesz; végül az utolsó daloknál a szavak már egészen kaotikusan, nagybetűkkel és kiemelt betűtípusokkal jelennek meg, valamint vércseppek is láthatók a papírlapokon.
Az első dalban (Dust to Dust) hallható egy spanyol nyelvű szentbeszéd (a Prédikátor karakter szövege), amit az együttes menedzsere, Rudy Joffroy mond el. A hivatalos albumbemutató koncerten Joffroy is jelen volt a színpadon és élőben adta elő a szerepét, de a későbbi fellépéseken már csak felvételről szól a hangja.
A felvételek során a következő felszerelést használták: Sabian HHX és AAX cintányérok, Remo dobbőrök, Vic Firth 5A American Classic dobverők, D'Addario NYXL 10/46 gitárhúrok, Orange Amplifier Custom Shop 50 erősítő, Spearfish by Rick Toone gitár, Manson MA-2 EVO SUFU gitár, Spector Bass Euro4LX Rachel Bolan basszusgitár, Cleartone Bass 40-100 basszusgitár húrok.

## Az album dalai
| #  | Cím          | Hossz |
| -- | ------------ | ----- |
| 1. | Dust to Dust | 3:44  |

| 2. | Crimson Queen | 4:10 |
| 3. | Ugh           | 4:18 |
| 4. | The One       | 4:18 |

| 5. | Stalker              | 4:28 |
| 6. | Red Hands Never Fade | 3:28 |
| 7. | The Sacrifice        | 4:17 |

| 8.  | Sinister Smiles           | 4:16 |
| 9.  | Dull Knives (Cut Better)  | 3:07 |
| 10. | Queen of the Murder Scene | 3:54 |

| Chapter 4 | Chapter 4                           | Chapter 4 | Chapter 4 | Chapter 4 | Chapter 4 | Chapter 4 | Chapter 4 | Chapter 4 | Chapter 4 |
| #         | Cím                                 | Hossz     |           |           |           |           |           |           |           |
| --------- | ----------------------------------- | --------- | --------- | --------- | --------- | --------- | --------- | --------- | --------- |
| 11.       | Hunter                              | 3:45      |           |           |           |           |           |           |           |
| 12.       | P.S.Y.C.H.O.T.I.C.                  | 3:40      |           |           |           |           |           |           |           |
| 13.       | The End (Stars Always Seem to Fade) | 3:53      |           |           |           |           |           |           |           |
| 51:17     |                                     |           |           |           |           |           |           |           |           |

1. 1 2  A lemez hátoldalán és a booklet dallistájában Hunter és P.S.Y.C.H.O.T.I.C. a sorrend, de a dalszövegeket bemutató részében és a dalonkénti közreműködők részében már fordítva szerepelnek. Szintén fordítva, tehát P.S.Y.C.H.O.T.I.C. és Hunter sorrendben jelennek meg az egyes streaming szolgáltatásoknál is, pl. Spotify-on és Apple Music-on. Az itt látható dallista a lemez hátoldalán és bookletjében lévő dallistát veszi alapul.

## Közreműködők

### The Warning
- Daniela Villarreal – gitár, ének (2–12), háttérvokál (1, 13)
- Paulina Villarreal – dobok (1, 3–13), ének (1, 13), háttérvokál (5, 6, 8–12), zongora (3, 4, 5, 7, 12, 13)
- Alejandra Villarreal – basszusgitár, háttérvokál (1, 5, 6, 8–13)

### Egyéb közreműködők, produkció
- Zenei elrendezés – Daniela Villarreal (2), Jake Carmona (2, 5), The Warning (1, 3–13)
- Kiegészítő zenei elrendezés – Jake Carmona (1, 3, 4, 6–13), Osvaldo Di Dio (6, 9, 11, 13), Sacha Triujeque (11, 13)
- Művészeti irány, dizájn – Gabby Menchaca, Rudy Joffroy, The Warning
- Booklet dizájn – Gretel Joffroy
- Producer – Alejandra Villarreal (1, 3–13), Daniela Villarreal, Jake Carmona, Paulina Villarreal (1, 3–13)
- Koproducer – Sacha Triujeque (1, 3, 6, 7, 10, 11, 13)
- Borító – Enrique Palacios
- Vezető producer – Luis Villarreal, Rudy Joffroy
- Jogi ügyek – Eric Harbert
- Dalszöveg – Alejandra Villarreal (1, 3–7, 10), Daniela Villarreal (1–7, 10), Paulina Villarreal (1, 3–7, 9–11, 13), The Warning (8, 12)
- Management (Art Manager) – Creative Dreams, Gabby Menchaca, Rudy Joffroy
- Mastering – Howie Weinberg (HWN Studio, Los Angeles, Kalifornia, USA)
- Zeneszerzők – Alejandra Villarreal (1, 3–7, 9–11, 13), Daniela Villarreal (1–7, 9–11, 13), Jake Carmona (2), Paulina Villarreal (1, 3–7, 9–11, 13), The Warning (8, 12)
- Felvételi munkálatok – Angel Sananda (1, 3–13), Raul Navarro (2) (1, 3–13)
- Felvétel, vágás, keverés – Jake Carmona (2), Sacha Triujeque (1, 3–13)
- Keverési felügyelet – The Warning

## Külső hivatkozások
- A The Warning hivatalos oldala